# Phalaenopsis amabilis
Phalaenopsis amabilis o orquídia lluna és una espècie d'orquídia del gènere de Phalaenopsis de la subfamília Epidendroideae de la família Orchidaceae.

## Descripció
És una orquídia de fulles amples, fosques i gruixudes, que mesuren fins a 50 cm de llarg i 10 cm d'ample, i estan disposades en files oposades. Les seves arrels són carnoses i emergeixen de la part inferior de la tija. Les tiges florals, que poden arribar a 1 metre de longitud, es desenvolupen a partir de la base de les fulles i estan ramificades, amb moltes flors blanques que duren diverses setmanes. La flor té tres lòbuls al llavi, amb dues llargues cues o circells que es dobleguen des de la punta.

## Nomenclatura
Durant més de 250 anys ha experimentat diversos canvis de nom. Originalment, va ser descrita com Angraecum albus majus per Georg Eberhard Rumphius el 1750, va ser renomenada com a Epidendrum amabile per Linneo el 1753 i finalment transferida al gènere Phalaenopsis per Carl Ludwig Blume el 1825.

## Distribució i hàbitat
Natives del Sud-est d'Àsia des de Malàisia passant per Papua, Nova Guinea fins a les Filipines i Nord d'Austràlia, on creix epífita en troncs d'arbres, branques i roques en boscos tropicals humits de terres baixes.

## Estat de conservació
Tot i que Phalaenopsis amabilis encara no ha estat avaluada segons els criteris de la UICN, una de les seves subespècies, P. amabilis subsp. rosenstromii, està classificada com a En Perill a Queensland i figura en la regulació de Conservació de la Naturalesa (Vida Silvestre) de Queensland de 2006. Aquesta subespècie es troba en diversos Parcs Nacionals dins dels Tròpics Humits de Queensland, però està potencialment amenaçada a causa de la recol·lecció il·legal.